# Nationale 1959-1960
La Nationale 1959-1960 è stata la 38ª edizione del massimo campionato francese di pallacanestro maschile. La vittoria finale è stata ad appannaggio del Charleville-Mézières.

## Risultati

### Fase a gironi

#### Gruppo A
|    | Squadra              | G  | V  | P  | PF  | PS  | P.ti | Qualificazione           |
| -- | -------------------- | -- | -- | -- | --- | --- | ---- | ------------------------ |
| 1. | Charleville-Mézières | 14 | 11 | 3  | 935 | 800 | 36   | playoff                  |
| 2. | Caen                 | 14 | 11 | 3  | 846 | 749 | 36   | playoff                  |
| 3. | ASVEL                | 14 | 8  | 6  | 958 | 894 | 30   |                          |
| 4. | R.C. de France       | 14 | 8  | 6  | 862 | 872 | 30   |                          |
| 5. | Bagnolet             | 14 | 7  | 7  | 897 | 898 | 28   |                          |
| 6. | Valenciennes         | 14 | 6  | 8  | 870 | 913 | 26   |                          |
| 7. | Auboué               | 14 | 5  | 9  | 777 | 831 | 24   | retrocesse in Excellence |
| 8. | Mulhouse             | 0  | 14 | 14 | 809 | 997 | 14   | retrocesse in Excellence |

#### Gruppo B
|    | Squadra           | G  | V | P  | PF  | PS  | P.ti | Qualificazione           |
| -- | ----------------- | -- | - | -- | --- | --- | ---- | ------------------------ |
| 1. | SA Lione          | 14 | 9 | 5  | 886 | 769 | 32   | playoff                  |
| 2. | P.U.C.            | 14 | 8 | 6  | 830 | 766 | 30   | playoff                  |
| 3. | Stade français    | 14 | 8 | 6  | 796 | 776 | 30   |                          |
| 4. | CO Billancourt    | 14 | 8 | 6  | 819 | 836 | 30   |                          |
| 5. | RCM Tolosa        | 14 | 7 | 7  | 781 | 773 | 28   |                          |
| 6. | Roanne            | 14 | 7 | 7  | 785 | 772 | 28   |                          |
| 7. | AS Saint-Étienne  | 14 | 6 | 8  | 854 | 884 | 26   | retrocesse in Excellence |
| 8. | Olympique Antibes | 14 | 3 | 11 | 746 | 921 | 20   | retrocesse in Excellence |

### Fase finale
|  | Semifinali           | Semifinali           | Semifinali |          |                      | Finale               | Finale | Finale |  |
|  |                      |                      |            |          |                      |                      |        |        |  |
|  | Charleville-Mézières | Charleville-Mézières | 55         |          |                      |                      |        |        |  |
|  | Charleville-Mézières | Charleville-Mézières | 55         |          |                      |                      |        |        |  |
|  | P.U.C.               | P.U.C.               | 54         |          |                      |                      |        |        |  |
|  | P.U.C.               | P.U.C.               | 54         |          | Charleville-Mézières | Charleville-Mézières | 61     |        |  |
|  |                      |                      |            |          | Charleville-Mézières | Charleville-Mézières | 61     |        |  |
|  |                      |                      | SA Lione   | SA Lione | 57                   |                      |        |        |  |
|  | SA Lione             | SA Lione             | SA Lione   | SA Lione | 57                   | 52                   |        |        |  |
|  | SA Lione             | SA Lione             |            |          |                      |                      |        |        |  |
|  | Caen                 | Caen                 | 51         |          |                      |                      |        |        |  |

| Nationale 1959-1960            |
| ------------------------------ |
| Charleville-Mézières 2º titolo |

## Formazione vincitrice
| N° | Naz.               | Ruolo | Sportivo          |  | Alt. |  |
| -- | ------------------ | ----- | ----------------- |  | ---- |  |
|    | Francia (bandiera) | C     | Jean-Paul Beugnot |  | 204  |  |
|    | Francia (bandiera) | A     | Jean Perniceni    |  | 183  |  |